# Ольшанка (притока Березини)
Ольшанка (біл. Альшанка) — річка в Білорусі, у Ошмянському й Воложинському районах Гродненської й Мінської областях. Права притока Березини (басейн Балтійського моря).

## Опис
Довжина річки 60 км, похил річки — 1,5 м/км. Формується з приток та багатьох безіменних струмків.

## Розташування
Бере початок у селі Людвиковщина. Спочатку тече на південний захід і повертає на південний схід. Далі тече через Чуркі, Гальшани (колишнє м. Ольшани), Богданів, Вишневе. Потім повертає на південний захід і на північному заході від Щучого Бору впадає у річку Березину, праву притоку Німану.